# Machilus chienkweiensis
Machilus chienkweiensis är en lagerväxtart som beskrevs av Shu Kang Lee. Machilus chienkweiensis ingår i släktet Machilus och familjen lagerväxter. Inga underarter finns listade i Catalogue of Life.